# Tata Steel Europe
Tata Steel Europe, till 2010 Corus Group plc eller i dagligt tal bara Corus, är en av världens största stålkoncerner och ägs sedan 31 januari 2007 av den indiska stålkoncernen Tata Steel. Huvudkontoret ligger i London.
Koncernen bildades 6 oktober 1999 genom en sammanslagning av nederländska Koninklijke Hoogovens och brittiska British Steel och har idag ca 47 000 anställda. 
I Sverige bedrivs verksamhet bl.a. i Halmstad, genom Tata Steel Sweden Byggsystem AB (f.d. Erik Olsson och Söner AB) och Surahammar genom Surahammars Bruks AB.